# Восточний (Сосьвинський міський округ)
Восто́чний (рос. Восточный) — селище у складі Сосьвинського міського округу Свердловської області.
Населення — 4673 особи (2010, 5729 у 2002).
До 12 жовтня 2004 року селище мало статус селища міського типу.